# Кроп-топ

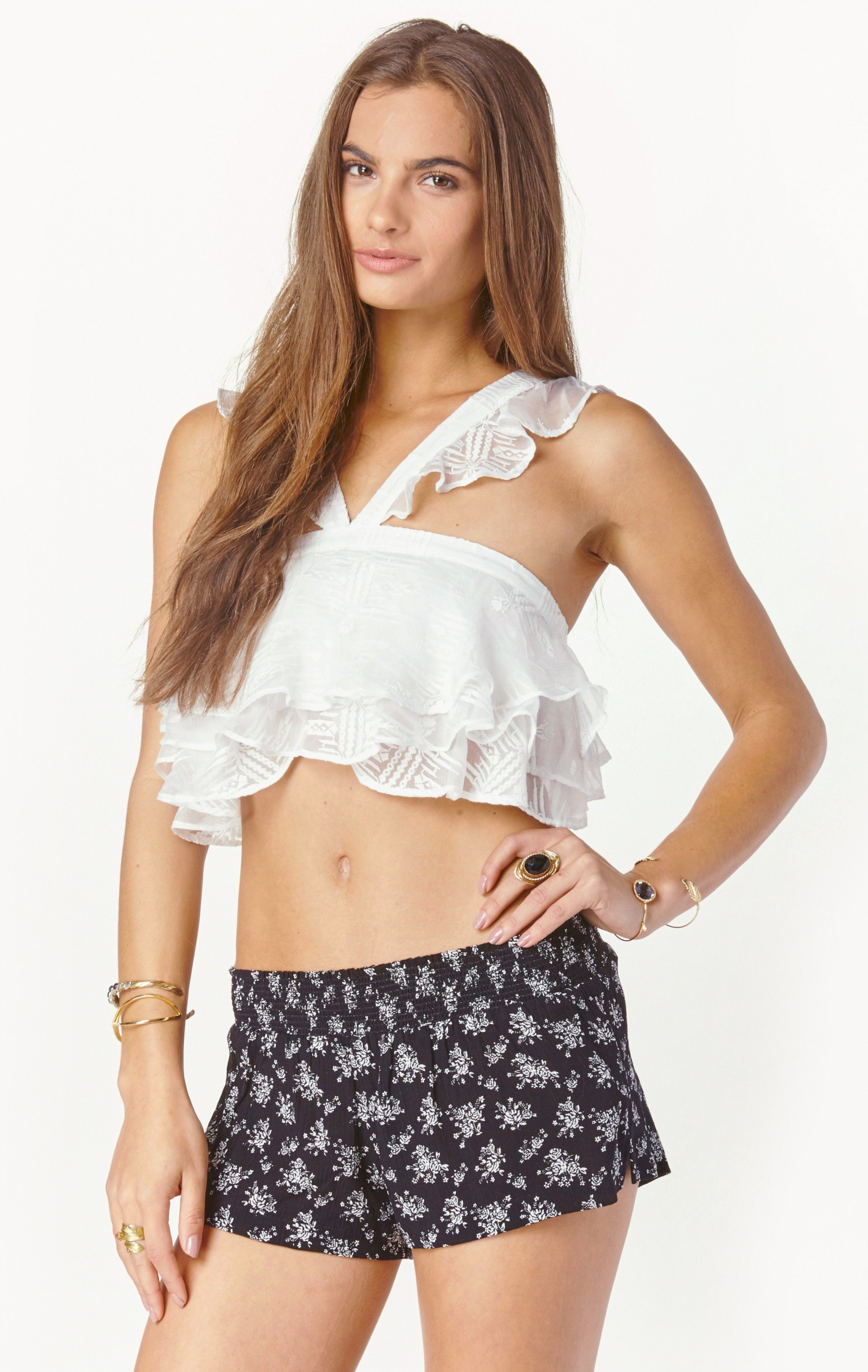
Девушка в белом кроп-топе

Кроп-топ (также короткий топ, укороченный топ, топик) — одежда, которая открывает талию, пупок или живот.

## История
Укороченные блузки с древнейших времен использовались в национальном женском костюме Индии. Чоли — это традиционная индийская одежда, которая насчитывает уже несколько тысячелетий и которая сохранилась до сих пор практически в первозданном виде.
Самые первые, отдаленные варианты современных кроп-топов появились ещё в 30-е годы. К 60-м они становилось всё меньше и уже стало возможным обнажение пупка. Прошло еще несколько лет и они несколько удлинились, но зато опустилась линия пояса, так что нарочито обнажился пупок и кроп-топы стали визитной карточкой моды 90-х годов.
Кроп-топы, особенно популярные в эпоху 90-х, вернулись на подиумы в 2013–2014 годах и до сих пор находятся на пике популярности.
Популярность кроп-топа, подтверждается тем фактом, что без его участия не обходится практически ни одно модное дефиле последних сезонов мод.
Сейчас кроп-топ стал базовой вещью в гардеробе благодаря сочетанию оригинальности и универсальности, ведь он может придать интересный акцент практически любому образу.
В последнее время кроп-топ уместен не только для создания городского образа и образов для отдыха, но и проникает в деловой стиль. Многие бизнес леди, телеведущие, преподаватели предпочитают носить кроп-топы в рабочей обстановке. Открытый живот уже не запрещен в рамках современного делового дресс-кода. Классическое решение для делового образа с укороченным топом — это широкие брюки с высокой талией или юбка-миди, а к ним жакет. В таком сочетании оголенной остается только тонкая полоска кожи на уровне талии, что выглядит вполне повседневно и в рамках делового стиля.

## Виды кроп-топов
- укороченные майки и футболки;
- топ-бра — модели топов в виде бюстгальтера;
- топ-бандо — модели изделий в виде бюстгальтеров без бретелей;
- топ-кимоно — модели топов, имеющих широкие рукава-кимоно;
- топ-бюстье — изделие в виде укороченного корсета;
- укороченные водолазки и свитера;
- укороченные блузки и рубашки;
- платья кроп-топ.

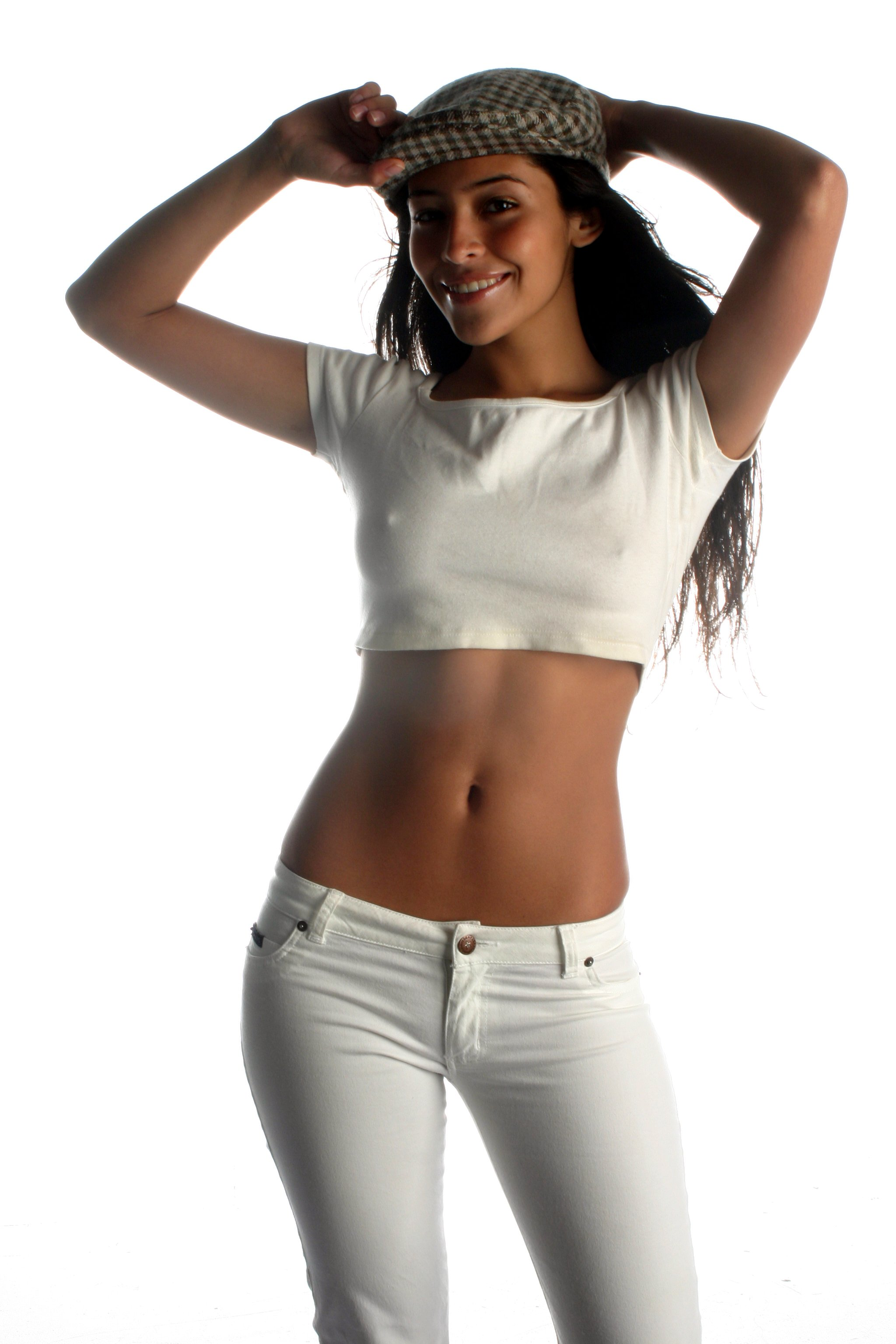
Девушка в белом кроп-топе
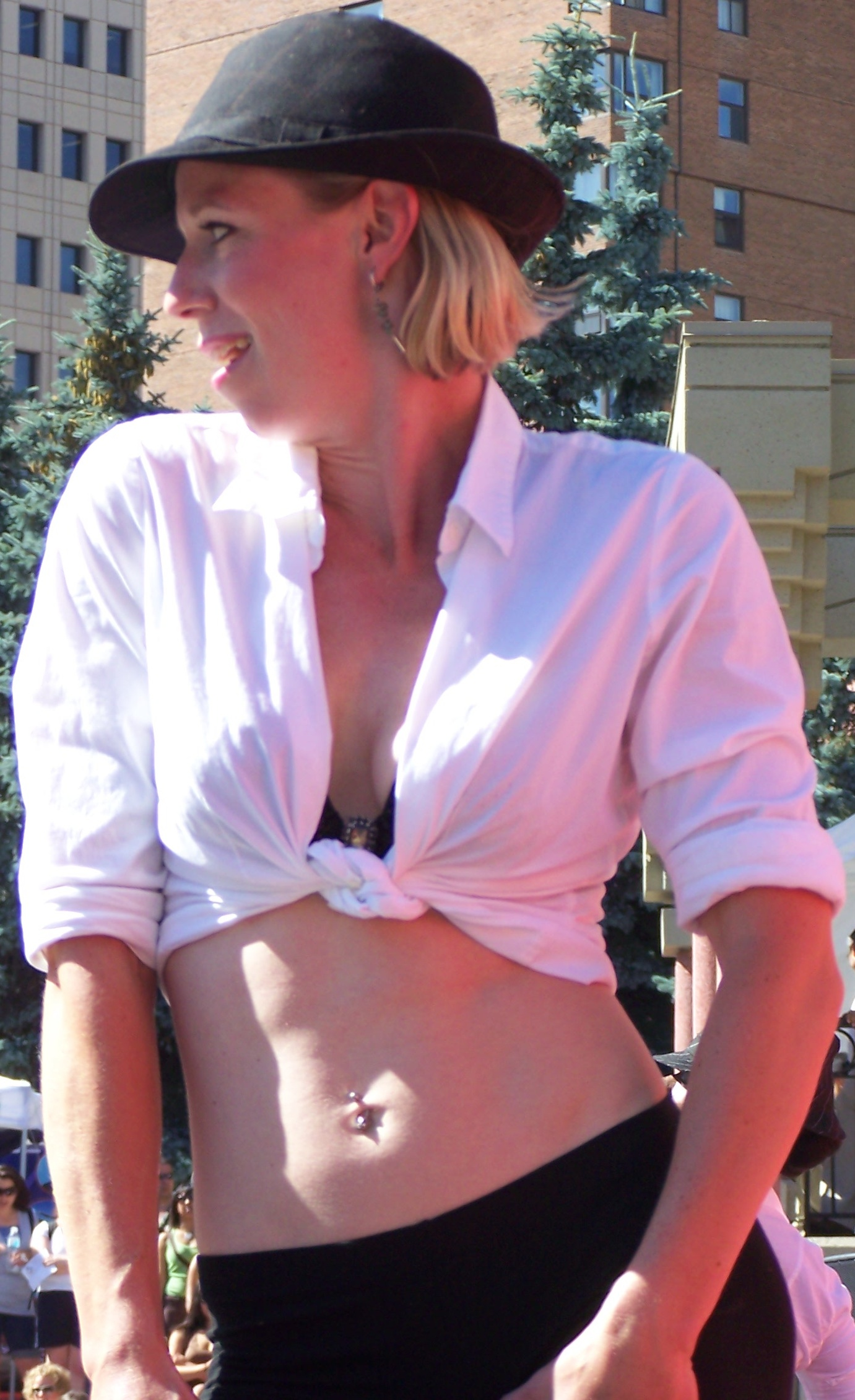
Девушка в завязанной на животе рубашке